# Луковниковский район
Луковниковский район — административно-территориальная единица в составе РСФСР, существовавшая в 1929—1960 годах.
Административный центр — село Луковниково.

## История
Луковниковский район образован в 1929 году в составе Ржевского округа Западной области, 23 июля 1930 года переподчинен непосредственно облисполкому.
1 января 1932 года к Луковниковскому району были присоединены Ильгорский, Мелентьевский и Свердловский сельсоветы упразднённого Ельцовского района.
29 января 1935 года Луковниковский район вошел в состав Калининской области.
В 1940 году в состав района входили следующие сельсоветы:
1. Бабинский
2. Байгоровский
3. Боронкинский
4. Б.Капковский
5. Гришкинский
6. Дарьинский
7. Денежновский
8. Ильигорский
9. Лужковский
10. Луковниковский
11. Мелентьевский
12. Мологинский
13. Озерютинский
14. Орешкинский
15. Пашинский
16. Перлевский
17. Рясиниский
18. Свердловский
19. Страшевический
20. Холмский
21. Черниговский
22. Шепетовский

Упразднён 14 ноября 1960 года. Основная часть территории Луковниковского района (7 сельсоветов) вошла в состав Старицкого района, по 3 сельсовета отошли к Ржевскому и Новоторжскому районам, 1 сельсовет — к Кировскому району.